# Coín
Coín is een gemeente in de Spaanse provincie Málaga in de regio Andalusië met een oppervlakte van 127 km². In 2007 telde Coín 20.870 inwoners.

## Geboren
- Francis Guerrero (11 maart 1996), voetballer

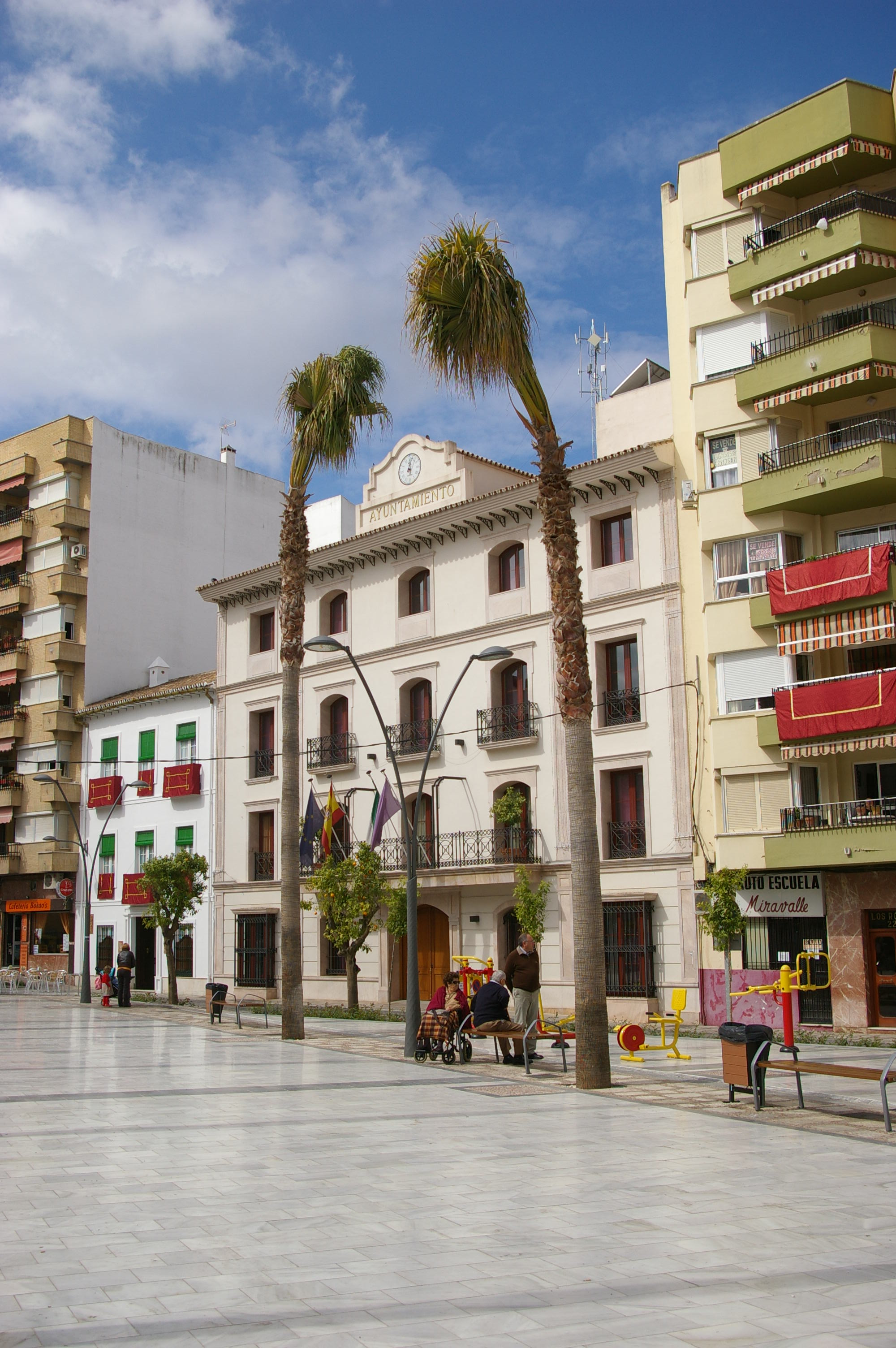
Plaza del Toril, Coín

## Demografische ontwikkeling
Bron: INE; 1857-2011: volkstellingen